# Vaitupu (Wallis-et-Futuna)
Ne doit pas être confondu avec Vaitupu.

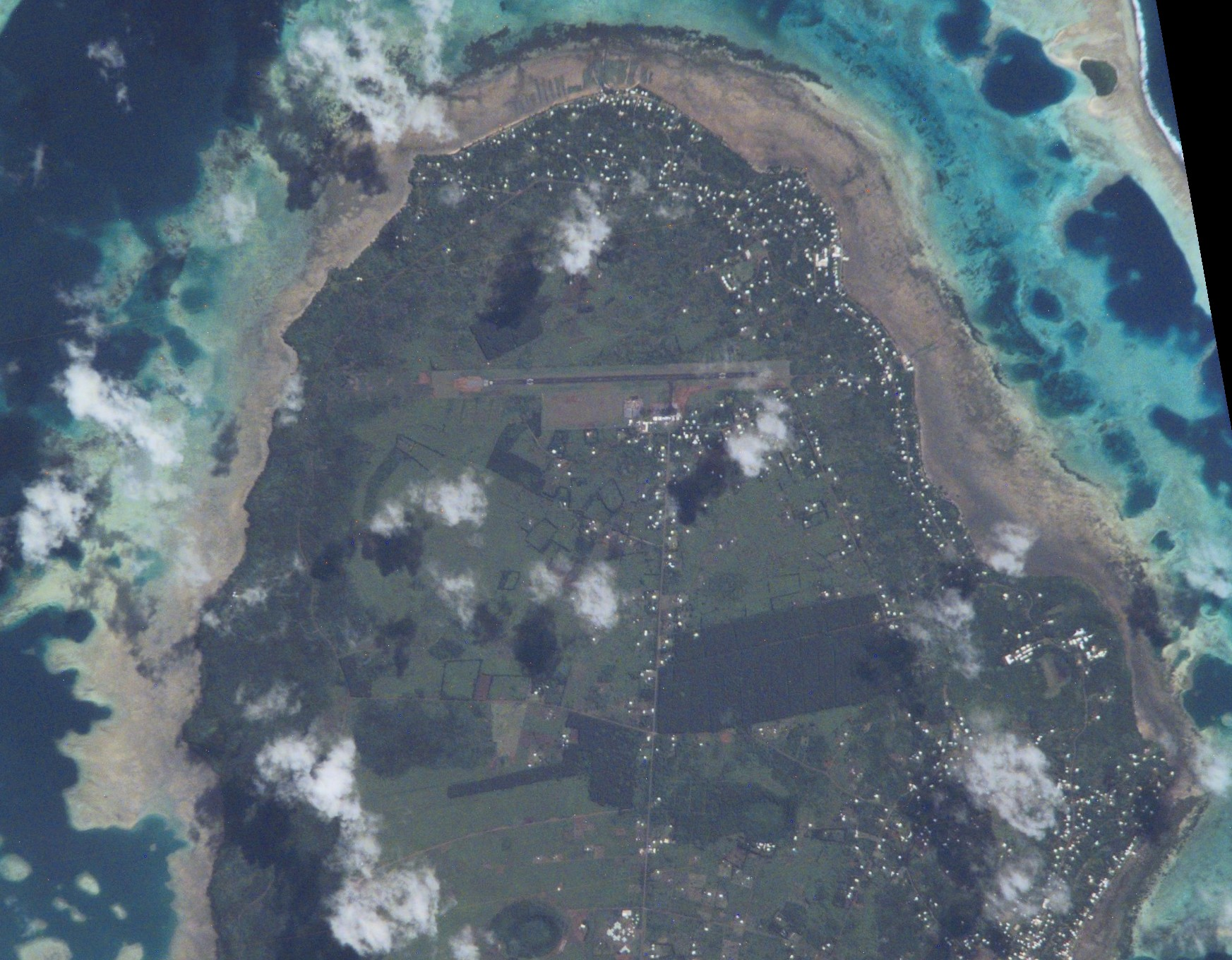
Le district de Hihifo vu depuis l'espace.

Vaitupu est une localité française, qui n'a pas le statut de commune mais le statut de village, située sur l'île de Wallis, à Wallis-et-Futuna, et chef-lieu du district de Hihifo (nord).

## Géographie

### Situation et description
Entouré par les villages de Liku, Tufu'one et Vailala, Vaitupu est situé à 6 km au nord-est de Mata-Utu, la plus grande ville à proximité.

### Îles et îlots
- Nukuteatea, appartenant au village de Vaitupu, il servait de lieu refuge aux habitants lors des guerres.

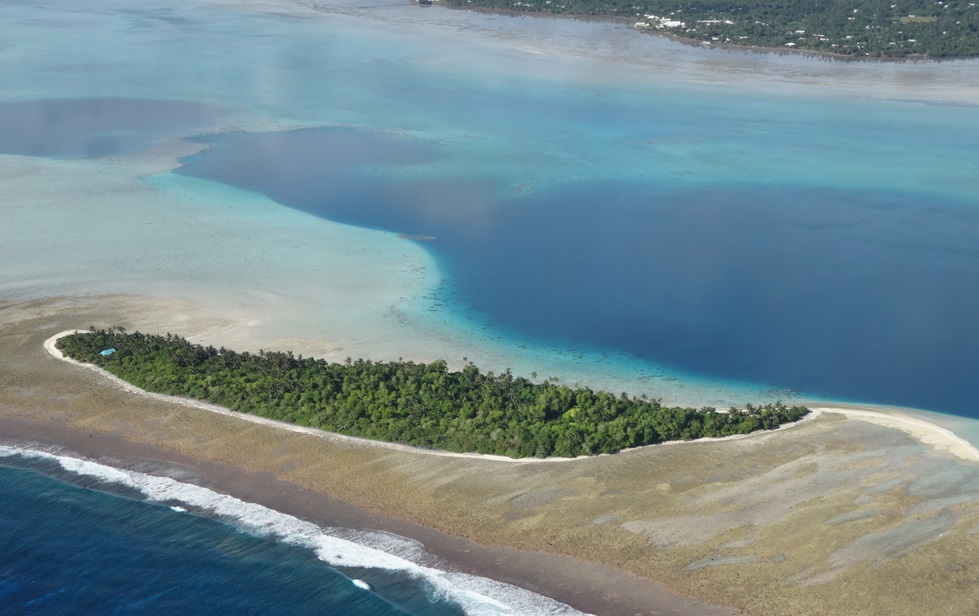
L'îlot Nukuteatea, le lagon et le village de Vaitupu.

## Urbanisme

### Hameaux, lieux-dits et écarts
À Wallis, les villages sont divisés en plusieurs sections (des « classes », kalasi) qui se complètent ou se relaient dans toutes les entreprises collectives et pour l’organisation des cérémonies. Parmi ces kalasi se trouvent des zones résidentielles nommées api.

#### Kalasi
Fakavaka, Nefunefu, Siaina et Suva.

#### Api
Agaha, Ahua, Alavai, Evanoa, Fa'igo, Fakatu'utu'u, Falefata, Falekuli, Falelahi, Falepapa, Falepae, Falesima, Faletogo, Fatima, Fatuliki, Fatunoa, Fineloi, Fotu'a, Haleo, Haumautau, Haunoa, Hinamano'o, Hologa, Houma, Ifeli, Kafikā, Kalilea, Kamea, Kaunoa, Kavamoetonu, Kolo, Laupani, Lalovi, Lautala, Lauvahi, Logonoa, Lotoatai, Lotofeke, Lotuma, Mahiki, Moholelei, Malae, Maliekehe, Malua, Malulotu, Malutemaka, Matoto, Moeloi, Moholelei, Mulifenua, Nasaleti, Navosa, Nefū, Niutatau, Nukunamo, Ololiki, Palepae, Papatea, Pohu, Puga, Pulotu, Solosime, Tafatu'u, Tagikulukulu, Tahiofa, Talikiha'apai, Taoa, Tapukaiumu, Tavai, Te Hea, Te Kofe, Temoli, Togalau, Tokagahui, To'oga, Tu'a Kolo (Kolo), Tuimalohi, Tukifatiu, Vaelua, Vaifali, Vaimoho, Vaiotulu, Vaitafe, Vaitauolo, Vaoniu, Vaotapu et Velagilala.

## Toponymie
Le village tire son nom de l'atoll de Vaitupu dans l'archipel des Ellices à Tuvalu. Le roi Tui'Uvea aurait effectué, avec son fils Tupalauliki, un voyage au XVIIe siècle sur cet atoll et en aurait rapporté des porcs (inconnus à Wallis auparavant). Tui'Uvea revient, change le nom originel de Kala'evavaka, et meurt à Vaitupu.

## Histoire
Fineloi (signifiant en wallisien « femme mensonge ») est situé face à l’îlot Nukuloa au débouché de la tarodière irriguée de Vaimea formant la limite entre Vailala et Vaitupu. Ce terrain fait l’objet d’une dispute entre les deux villages, et passe par la suite sous la juridiction de Vaitupu.

## Politique et administration

### Liste des chefs de village (heu)
| Période                                  | Période       | Identité              | Étiquette | Qualité |
| ---------------------------------------- | ------------- | --------------------- | --------- | ------- |
| Les données manquantes sont à compléter. |               |                       |           |         |
| ?                                        | 24 avril 2016 | Mikaele Vaitanaki     |           |         |
| 24 avril 2016                            | En cours      | Soane Vaha'i Tu'ulaki |           |         |

## Population et société

### Démographie
En 2018, le village de Vaitupu compte 406 habitants.

## Culture locale et patrimoine

### Lieux et monuments

#### Église Saint-Pierre et Saint-Paul
La première église de la paroisse de Hihifo est d'abord construite au village de Vailala. C'est en octobre 1848 qu'elle est transportée à Vaitupu. C'est dans les années 1865 que Pierre Bataillon entreprend la construction de l'église en pierre de Saints-Pierre-et-Paul. En septembre de la même année, il bénit et pose la première pierre avec grande solennité et fait commencer les travaux immédiatement.

### Personnalités liées à la commune
- Lolesio Tuita (1943-1994), athlète français, spécialiste du lancer du javelot, décédé à Vaitupu.
- Susitino Sionepoe (1965-), évêque catholique français, père mariste et archevêque de Nouméa, né à Vaitupu.